# 메이크도라마
메이크도라마(일본어: メークドラマ)는 일본의 유행어, 신조어로 대역전을 연기한다고 하는 의미의 말로, 야구선수의 나가시마 시게오 감독이 만든 단어이다. 1995년과 1996년에 활발하게 사용되었고 이후 메이크미라클, 메이크레전드, 메이크히스토리 등의 신조어가 파생되었다.

## 탄생 경위
'메이크도라마'는 1995년에 침체되어 있던 요미우리 나인의 분발을 촉구하기 위해, 혹은 언론에 역전의 의지를 표현하기 위해 감독인 나가시마에 의해 사용되기 시작된 단어였다. 그러나 결국 이 해에는 페넌트를 놓쳤고 리그 우승을 거머쥔 야쿠르트 스왈로스의 감독인 노무라 가쓰야에게 로마자 읽기로 지는 드라마(負けドラマ)라는 비아냥을 들었다.